# Wood Julmis
Wood Peter Julmis (ur. 28 maja 2001 w Nassau) – bahamski piłkarz grający na pozycji napastnika w klubie UB Mingoes FC.

## Kariera klubowa

### Dynamos FC
Julmis grał w Dynamos FC w latach 2017–2023. W sezonie 2018/2019 zdobył z nimi mistrzostwo Bahamów.

### UB Mingoes FC
Julmis gra w UB Mingoes FC od 2023. W sezonie 2023/2024 zajął z nimi drugie miejsce w lidze.

## Kariera reprezentacyjna
| Mecze i gole w reprezentacji | Mecze i gole w reprezentacji | Mecze i gole w reprezentacji | Mecze i gole w reprezentacji | Mecze i gole w reprezentacji | Mecze i gole w reprezentacji | Mecze i gole w reprezentacji | Mecze i gole w reprezentacji            |
| Bahamy                       | Bahamy                       | Bahamy                       | Bahamy                       | Bahamy                       | Bahamy                       | Bahamy                       | Bahamy                                  |
| Lp.                          | Data                         | Miejsce                      | Gospodarz                    | Gość                         | Wynik                        | Gol                          | Rozgrywki                               |
| ---------------------------- | ---------------------------- | ---------------------------- | ---------------------------- | ---------------------------- | ---------------------------- | ---------------------------- | --------------------------------------- |
| 1.                           | 28.03.2021                   | Nassau                       | Bahamy                       | Saint Kitts i Nevis          | 0:4                          |                              | Mistrzostwa Świata 2022 – eliminacje    |
| 2.                           | 30.03.2021                   | Santo Domingo                | Gujana                       | Bahamy                       | 4:0                          |                              | Mistrzostwa Świata 2022 – eliminacje    |
| 3.                           | 05.06.2021                   | Nassau                       | Bahamy                       | Trynidad i Tobago            | 0:0                          |                              | Mistrzostwa Świata 2022 – eliminacje    |
| 4.                           | 03.07.2021                   | Fort Lauderdale              | Gwadelupa                    | Bahamy                       | 2:0                          |                              | Złoty Puchar CONCACAF 2021 – eliminacje |
| 5.                           | 26.03.2022                   | Quartier-d’Orléans           | Saint-Martin                 | Bahamy                       | 2:0                          |                              | Mecz towarzyski                         |
| 6.                           | 12.05.2022                   | Nassau                       | Bahamy                       | Turks i Caicos               | 4:2                          | Gol                          | Mecz towarzyski                         |
| 7.                           | 14.05.2022                   | Nassau                       | Bahamy                       | Turks i Caicos               | 1:2                          | Gol                          | Mecz towarzyski                         |
| 8.                           | 03.06.2022                   | Nassau                       | Bahamy                       | Saint Vincent i Grenadyny    | 1:0                          |                              | Liga Narodów CONCACAF 2022/2023         |
| 9.                           | 07.06.2022                   | Port-of-Spain                | Trynidad i Tobago            | Bahamy                       | 1:0                          |                              | Liga Narodów CONCACAF 2022/2023         |
| 10.                          | 10.06.2022                   | Nassau                       | Bahamy                       | Nikaragua                    | 0:2                          |                              | Liga Narodów CONCACAF 2022/2023         |
| 11.                          | 14.06.2022                   | Managua                      | Nikaragua                    | Bahamy                       | 4:0                          |                              | Liga Narodów CONCACAF 2022/2023         |
| 12.                          | 24.03.2023                   | Nassau                       | Bahamy                       | Trynidad i Tobago            | 0:3                          |                              | Liga Narodów CONCACAF 2022/2023         |
| 13.                          | 27.03.2023                   | Kingstown                    | Saint Vincent i Grenadyny    | Bahamy                       | 1:1                          |                              | Liga Narodów CONCACAF 2022/2023         |
| 14.                          | 10.09.2023                   | Nassau                       | Bahamy                       | Portoryko                    | 1:6                          |                              | Liga Narodów CONCACAF 2023/2024         |
| 15.                          | 13.09.2023                   | Leonora                      | Gujana                       | Bahamy                       | 3:2                          | Gol · Gol                    | Liga Narodów CONCACAF 2023/2024         |
| 16.                          | 15.10.2023                   | Nassau                       | Bahamy                       | Antigua i Barbuda            | 1:4                          | Gol                          | Liga Narodów CONCACAF 2023/2024         |
| 17.                          | 22.11.2023                   | Bayamón                      | Portoryko                    | Bahamy                       | 6:1                          |                              | Liga Narodów CONCACAF 2023/2024         |
| 18.                          | 08.06.2024                   | Nassau                       | Bahamy                       | Trynidad i Tobago            | 1:7                          | Gol                          | Mistrzostwa Świata 2026 – eliminacje    |
| 19.                          | 11.06.2024                   | Basseterre                   | Saint Kitts i Nevis          | Bahamy                       | 1:0                          |                              | Mistrzostwa Świata 2026 – eliminacje    |

## Sukcesy

### Dynamos FC
- Mistrzostwo Bahamów (1×): 2018/2019